# Lista de telenovelas da Televisa na década de 1950
A seguir, uma lista de telenovelas produzidas pela Televisa na década de 1950.

## Telenovelas por ano
| #  | Ano  | Título                  | Autoria                | Produtor executivo | Ref.   |
| -- | ---- | ----------------------- | ---------------------- | ------------------ | ------ |
| 1  | 1958 | Senda prohibida         | Jesús Gómez Obregón    | Rafael Banquells   | [ 1 ]  |
| 2  | 1958 | Gutierritos             | Estella Calderón       | Rafael Banquells   | [ 2 ]  |
| 3  | 1958 | Más allá de la angustia | Mimí Bechelani         | Rafael Banquells   | [ 3 ]  |
| 4  | 1958 | Un paso al abismo       | Manuel Canseco Noriega | Rafael Banquells   | [ 4 ]  |
| 5  | 1959 | Cadenas de angustia     | Estella Calderón       | Rafael Banquells   | [ 5 ]  |
| 6  | 1959 | Cuidado con el ángel    | Fernanda Villeli       | Ernesto Alonso     | [ 6 ]  |
| 7  | 1959 | Elisa                   | Silvia Derbez          | Rafael Banquells   | [ 7 ]  |
| 8  | 1959 | Ha llegado un extraño   | Miguel Ángel Ferriz    | Rafael Banquells   | [ 8 ]  |
| 9  | 1959 | Honrarás a los tuyos    | Kenya Perea            | Rafael Banquells   | [ 9 ]  |
| 10 | 1959 | Mi esposa se divorcia   | Fernanda Villeli       | Rafael Banquells   | [ 10 ] |
| 11 | 1959 | El precio del cielo     | Fernanda Villeli       | Rafael Banquells   | [ 11 ] |
| 12 | 1959 | Teresa                  | Mimí Bechelani         | Rafael Banquells   | [ 12 ] |